# Mezher
Mezher (arabe : مزهر, arménien : Ծաղկաձոր, Dzaghgatzor) est un petit village du caza du Metn au Mont-Liban. Le village de Mezher est à majorité arménienne, il est sur le plan administratif partie intégrante de la municipalité de Bsalim / Mezher / Majzoub.

## Communauté Arménienne
C'est un nouveau village, à majorité arménienne. Citons sur le plan socio-communautaire le collège Arslanian, et le club sportif socio-culturel Aghpalian. La majorité des habitants de Mezher sont venus de Bourj Hammoud, d'Achrafieh,d' Anjar et d'autres régions du Liban comportant des concentrations arméniennes.